# 冀州 (山东省)
冀州，中国東晉时侨置的州。

## 沿革
東晉義熙六年（410年）滅南燕後收復青州，後遂將原來僑置於徐州廣陵郡的冀州移置於青州，寄治於青州治所廣固城（今山东省青州市）。
南朝宋永初二年（421年），冀州併入青州。元嘉九年（432年），復置冀州，寄治於青州濟南郡歷城縣（今山东省济南市），領九僑郡：廣川郡、平原郡、清河郡、樂陵郡、魏郡、河間郡、頓丘郡、高陽郡、勃海郡。泰始四年（468年），冀州陷於北魏，遂於鬱洲僑置冀州。
北魏皇興三年（469年），改冀州為齊州。

## 長官
東晉冀州刺史（412年－420年）
- 劉敬宣（412年－415年）[4]
- 王仲德（416年－418年）[5]
- 劉裕（418年－420年）[6]

劉宋冀州刺史（420年－421年，432年－468年）
- 王仲德（421年）[3]
- 崔諲（432年－433年）
- 段宏（433年－？）[7]
- 王方回（435年前－438年）[8]
- 王方俳（438年－440年）[7]
- 杜驥（440年－444年）
- 申恬（444年－446年）
- 杜驥（446年－447年）[9]
- 杜坦（447年－450年）
- 蕭斌（450年－451年）
- 劉興祖（451年－452年）
- 張永（452年）
- 蕭思話（452年－453年）[7]
- 垣護之（453年－454年）
- 明僧胤（454年－455年）
- 王玄謨（455年）
- 垣護之（455年－458年）
- 顏師伯（458年－460年）
- 劉道隆（460年－464年）
- 蕭惠開（464年）[10]
- 王玄謨（464年－465年）
- 崔道固（465年－466年）[11]
- 張永（466年）
- 劉乘民（466年）
- 劉善明（466年－467年）[12]
- 崔道固（467年－468年）[13]

北魏冀州刺史（467年－469年）
- 崔道固（467年）
- 劉休賓（467年）
- 房法壽（467年，與韓騏驎對為刺史）[14]
- 韓騏驎（467年－469年）[15]